# Lissonota tristis
Lissonota tristis är en stekelart som beskrevs av Carl Gustav Alexander Brischke 1888. Lissonota tristis ingår i släktet Lissonota och familjen brokparasitsteklar. Inga underarter finns listade i Catalogue of Life.